# Juan Calatayud
Juan Jesús Calatayud Sánchez (ur. 21 grudnia 1979 w Antequerze) – piłkarz hiszpański grający na pozycji bramkarza. Od 2011 roku jest zawodnikiem klubu RCD Mallorca.

## Kariera piłkarska
Swoją karierę piłkarską Calatayud rozpoczął w klubie Málaga CF. W latach 1999–2003 występował w rezerwach tego klubu z przerwą na występy w 2002 roku w Algeciras CF. W 2003 roku awansował do kadry pierwszej drużyny Málagi. W Primera División zadebiutował 29 października 2003 w przegranym 1:2 wyjazdowym meczu z Athletic Bilbao. W Máladze grał do końca sezonu 2004/2005.
Na sezon 2005/2006 Calatayud został wypożyczony do Getafe CF. W Getafe swój debiut zanotował 19 listopada 2005 w zremisowanym 0:0 domowym meczu z Osasuną. W Getafe grał przez rok.
W 2006 roku Calatayud przeszedł do Racingu Santander. 24 września 2006 zaliczył w nim swój debiut w wyjazdowym meczu z Gimnàstikiem Tarragona (2:2). W Racingu przez dwa lata rozegrał 7 meczów.
W 2008 roku Calatayud trafił do drugoligowego Hérculesa Alicante. 31 sierpnia 2008 zadebiutował w nim w zwycięskim 3:0 wyjazdowym meczu z Córdobą CF. W sezonie 2009/2010 awansował z Hérculesem do Primera División.
Latem 2011 roku Calatayud został zawodnikiem RCD Mallorca. W Mallorce zadebiutował 28 stycznia 2012 w przegranym 0:1 wyjazdowym meczu z Espanyolem. W Mallorce jest rezerwowym bramkarzem dla Dudu Aouate.
| Sezon   | Klub             | Kraj      | Rozgrywki          | Mecze | Bramki |
| ------- | ---------------- | --------- | ------------------ | ----- | ------ |
| 1999/00 | Málaga CF B      | Hiszpania | Tercera División   | ?     | ?      |
| 2000/01 | Málaga CF B      | Hiszpania | Tercera División   | ?     | ?      |
| 2001/02 | Málaga CF B      | Hiszpania | Tercera División   | ?     | ?      |
| 2001/02 | Algeciras CF     | Hiszpania | Segunda División B | ?     | ?      |
| 2002/03 | Málaga CF B      | Hiszpania | Segunda División B | 37    | 0      |
| 2003/04 | Málaga CF        | Hiszpania | Primera División   | 18    | 0      |
| 2004/05 | Málaga CF        | Hiszpania | Primera División   | 18    | 0      |
| 2005/06 | Getafe CF        | Hiszpania | Primera División   | 13    | 0      |
| 2006/07 | Racing Santander | Hiszpania | Primera División   | 7     | 0      |
| 2007/08 | Racing Santander | Hiszpania | Primera División   | 0     | 0      |
| 2008/09 | Hércules CF      | Hiszpania | Segunda División   | 41    | 0      |
| 2009/10 | Hércules CF      | Hiszpania | Segunda División   | 42    | 0      |
| 2010/11 | Hércules CF      | Hiszpania | Primera División   | 31    | 0      |
| 2011/12 | RCD Mallorca     | Hiszpania | Primera División   | 3     | 0      |
| 2012/13 | RCD Mallorca     | Hiszpania | Primera División   | 3     | 0      |